# 요 태종
요 태종 야율덕광(遼 太宗 耶律德光, 902년 12월 25일(음력 10월 23일) ~ 947년 5월 15일(음력 4월 22일))은 거란의 칸이자, 요나라의 제 2대 황제(재위: 926년 ~ 947년)이다. 본명은 요골(堯骨)이고, 자는 덕근(德謹). 시호는 효무혜문황제(孝武惠文皇帝)이다. 절일은 천수절(天授節)이다.

## 생애
926년 야율아보기가 죽자 야율덕광의 어머니 술률평(述律平)이 섭정(攝政)을 하며 조정을 장악했다. 술률평은 장차 나라에 화근이 될 만한 사람들을 제거할 생각으로 내심 껄끄럽게 여기는 장수들과 그 부인들을 한 자리에 불러 모으고는 그들을 모두 죽였다. 또 권력을 바탕으로 횡포를 부리는 자들도 선황제께 내 안부를 전하라면서 백여 명을 계속 죽였다.
926년 9월, 술률평은 여러 추장들을 불러모으고 맏아들 야율돌욕(耶律突欲)과 둘째아들 야율덕광(耶律德光)에게 각각 말을 타고 서 있게 한 다음 황제가 되기에 적합한 사람의 말고삐를 붙잡으라고 했다. 추장들은 술률평의 마음이 야율덕광에게 있는 것을 눈치채고 있었으므로 야율덕광의 말고삐를 잡았고, 이리하여 야율덕광이 요나라의 2대 황제 태종(太宗)이 되고 술률평도 태후가 되었다. 신하들에게서 광덕지인소열숭간응천황태후(廣德至仁昭烈崇簡應天皇太后)라는 존호(尊號)를 받았다.
후당(後唐) 명종(明宗)이 붕어한 후 3남이자 후당 민제(閔帝) 이종후(李從厚)가 뒤를 이었으나 곧 양자인 이종가에 의해 찬탈되었다. 또한 이종가는 권력의 안정을 노려 명종의 사위이며, 실력자였던 석경당(石敬瑭)을 배제하기에 이른다. 석경당은 이에 대항했으나, 혼자 힘으로 대항할 수 없다는 것을 깨달아 북쪽의 거란에게 원조를 요청하고 그 대가로 연운십육주의 할양을 약속했다. 이에 응답해 거란의 태종 야율덕광은 대군을 이끌고 남하하여 후당군을 몰아내고 후당을 멸망시켰다.
이후 석경당은 원군에 대한 대가로 요나라에 매년 비단 30만필을 조공으로 바칠 것을 약속하였고, 국경 지역 연(燕)일대 16주(州)을 넘겨주었다.
936년 즉위하여 후진(後晉)을 건국한 고조(高祖) 석경당은 요나라에 신종하여 후진은 요나라의 위성국가였다. 중앙의 상황을 본 지방 세력은 등을 돌려 남쪽의 오(吳)에게 넘어갔고, 반란을 일으키는 자들도 속출했다. 이 진압에 나섰던 고조는 942년에 병사했다.
후진(後晋)의 2대 출제(出帝) 석중귀(石重貴)는 그의 큰아버지 고조 석경당과 달리 요나라의 군신 관계를 거부하였다. 945년 야율덕광이 직접 남하하여 공격에 나섰으나 후진군에 패했다. 술률평은 화친을 맺자고 했지만 야율덕광은 따르지 않았다.
946년 후진이 공격해 오자 야율덕광은 이를 격파하고 여세를 몰아 개봉(開封)을 점령한 다음 석중귀를 사로잡아 요나라로 보내고 후진을 멸망시켰다. 947년 태종은 국호를 요나라라고 하였다. 그러나 점차 중국인들의 반격이 거세지자 개봉을 포기하고 본국으로 돌아오던 중 병으로 죽었다. 술률평은 아들의 시신을 보고 덕광이 화친을 맺지 않고 전국의 군사들을 동원하여 정벌에 나선 것을 책망하였다.

## 존호
즉위 후에 받은 존호는 사성황제(嗣聖皇帝)이며, 938년에 존호를 가상하여 예문신무법천계운명덕장신지도광경소효사성황제(睿文神武法天啓運明德章信至道廣敬昭孝嗣聖皇帝)라고 올렸다.

## 가계

### 조부모와 부모
- 조부 : 덕조(德祖) 선간황제(宣簡皇帝) 야율살랄적(耶律 撒喇的)
- 조모 : 선간황후(宣簡皇后) 소암모근(蕭巖母斤)
- 부친 : 태조(太祖) 대성황제(大聖皇帝) 야율아보기(耶律阿保机)
- 모친 : 순흠황후(淳欽皇后) 술율 평(述律平)

### 후비
| 봉호       | 시호                | 이름(성씨) | 별칭  | 재위년도      | 생몰년도  | 국구(장인/장모)                     | 능묘       | 비고 |
| ---------- | ------------------- | ---------- | ----- | ------------- | --------- | ----------------------------------- | ---------- | ---- |
| 황후(皇后) | 정안황후 (靖安皇后) | 소온(蕭溫) | [ 1 ] | 927년 ~ 935년 | ? ~ 935년 | 소실로(蕭室魯) 야율 질고(耶律 質古) | 봉릉(奉陵) |      |
| 궁인(宮人) |                     | 소씨(蕭氏) |       |               |           |                                     |            |      |

### 황자
| - | 봉호           | 시호       | 이름                                  | 생몰년도      | 생모          | 별칭  | 비고                   |
| - | -------------- | ---------- | ------------------------------------- | ------------- | ------------- | ----- | ---------------------- |
| 1 | 수안왕(壽安王) |            | 야율 술률(耶律 述律) 야율 경(耶律 璟) | 931년 ~ 969년 | 정안황후 소온 |       | 제4대 황제 목종(穆宗). |
| 2 | 황태숙(皇太叔) | 흠정(欽靖) | 야율 엄철갈(耶律 罨撤渴)              | 935년 ~ 972년 | 정안황후 소온 | [ 2 ] |                        |
| 3 |                |            | 야율 천덕(耶律 天德)                  | ? ~ 948년     | 궁인 소씨     |       | [ 3 ]                  |
| 4 | 기왕(冀王)     |            | 야율 적렬(耶律 敵烈)                  | ? ~ 979년     | 궁인 소씨     |       |                        |
| 5 | 월왕(越王)     |            | 야율 필섭(耶律 必攝)                  |               | 궁인 소씨     |       |                        |

### 황녀
| - | 봉호                        | 이름                      | 생몰년도 | 생모 | 부마                      | 별칭  | 비고  |
| - | --------------------------- | ------------------------- | -------- | ---- | ------------------------- | ----- | ----- |
| 1 | 연국대장공주 (燕國大長公主) | 야율 여불고 (耶律 呂不古) |          |      | 위왕(魏王) 소사온(蕭思溫) | [ 4 ] | [ 5 ] |
| 2 | 공주(公主)                  | 야율 조괴 (耶律 嘲瑰)     |          |      |                           |       |       |

## 기년
| 태종        | 원년                 | 2년                  | 3년        | 4년        | 5년        | 6년        | 7년        | 8년        | 9년        | 10년       |
| ----------- | -------------------- | -------------------- | ---------- | ---------- | ---------- | ---------- | ---------- | ---------- | ---------- | ---------- |
| 서력 (西曆) | 927년                | 928년                | 929년      | 930년      | 931년      | 932년      | 933년      | 934년      | 935년      | 936년      |
| 간지 (干支) | 정해(丁亥)           | 무자(戊子)           | 기축(己丑) | 경인(庚寅) | 신묘(辛卯) | 임진(壬辰) | 계사(癸巳) | 갑오(甲午) | 을미(乙未) | 병신(丙申) |
| 연호 (年號) | 천현(天顯) 2년       | 3년                  | 4년        | 5년        | 6년        | 7년        | 8년        | 9년        | 10년       | 11년       |
| 태종        | 11년                 | 12년                 | 13년       | 14년       | 15년       | 16년       | 17년       | 18년       | 19년       | 20년       |
| 서력 (西曆) | 937년                | 938년                | 939년      | 940년      | 941년      | 942년      | 943년      | 944년      | 945년      | 946년      |
| 간지 (干支) | 정유(丁酉)           | 무술(戊戌)           | 기해(己亥) | 경자(庚子) | 신축(辛丑) | 임인(壬寅) | 계묘(癸卯) | 갑진(甲辰) | 을사(乙巳) | 병오(丙午) |
| 연호 (年號) | 12년                 | 13년 회동(會同) 원년 | 2년        | 3년        | 4년        | 5년        | 6년        | 7년        | 8년        | 9년        |
| 태종        | 21년                 |                      |            |            |            |            |            |            |            |            |
| 서력 (西曆) | 947년                |                      |            |            |            |            |            |            |            |            |
| 간지 (干支) | 정미(丁未)           |                      |            |            |            |            |            |            |            |            |
| 연호 (年號) | 10년 대동(大同) 원년 |                      |            |            |            |            |            |            |            |            |